# Senga Kodai
Senga Kodai (千賀 滉大 Senga Kōdai,  Sinh ngày 30 tháng 1 năm 1993) là một vận động viên ném bóng chày chuyên nghiệp người Nhật Bản cho New York Mets của Major League Baseball (MLB). Anh ra mắt đội bóng chày chuyên nghiệp Nhật Bản (NPB) vào năm 2012 cho Fukuoka SoftBank Hawks và chơi cho họ đến năm 2022 . Anh ấy đã xuất hiện tại NPB All-Star ba lần. 